# Pokolenie P
Pokolenie P (ang. Prozac Nation) – amerykańsko-niemiecki dramat psychologiczny z 2001 roku w reżyserii Erika Skjoldbjærga. Scenariusz powstał w oparciu o autobiograficzną powieść pt. Prozac Nation autorstwa Elizabeth Wurtzel. Zdjęcia kręcono m.in. w Bostonie, New Jersey i Vancouver.
Światowa premiera filmu miała miejsce 8 września 2001 roku na MFF w Toronto. W filmie pojawia się Lou Reed, grający samego siebie.

## Fabuła
Lizzie (Christina Ricci) rozpoczyna naukę dziennikarstwa na Harvard University. Studentka marzy o karierze krytyka muzycznego. Nie może poradzić sobie z problemami rodzinnymi, co wkrótce doprowadza ją na skraj depresji. Chwiejność emocjonalna i ucieczka w świat narkotyków powodują, że zaczyna tracić wspólny język ze swoją współlokatorką i najlepszą przyjaciółką Ruby oraz kolejnymi chłopakami – Noahem i Rafem. Lizzie decyduje się skorzystać z pomocy psychiatrycznej dr. Diany Sterling, która przepisuje jej prozak. Pomimo pierwszych sukcesów Lizzie zaczyna odczuwać, że stopniowo uzależnia się od leków i wkrótce będzie musiała podjąć kolejne trudne decyzje.

## Obsada
- Christina Ricci jako Elizabeth Wurtzel
- Jason Biggs jako Rafe Stevenson
- Anne Heche jako dr. Diana Sterling
- Michelle Williams jako Ruby
- Jonathan Rhys-Meyers jako Noah
- Jessica Lange jako pani Wurtzel
- Jesse Moss jako Sam
- Nicholas Campbell jako Donald
- Lou Reed jako on sam

i inni